# DREAMERS' PARADISE
「DREAMERS' PARADISE」（ドリーマーズ パラダイス）は、DANCE EARTH PARTYの4作目のシングル曲。2015年11月25日にrhythm zoneより発売。「DANCE EARTH PARTY feat. Mummy-D（RHYMESTER）」名義。

## 概要
「CD＋DVD」「CD」「ワンコインCD」の3形態で発売。
同シングルがMummy-Dとコラボして発売することが10月8日に発表、DVDには世界スカウトジャンボリーでの「BEAUTIFUL NAME feat.今市隆二 from 三代目 J Soul Brothers」のライブ映像が収録することなど収録内容の詳細が10月23日に解禁。
アメリカのロサンゼルス郊外にあるサルベーション・マウンテンで撮影されたミュージックビデオが、10月30日に公開。

## 収録曲

### 「CD＋DVD」盤
CD
1. DREAMERS' PARADISE [4:08] - DANCE EARTH PARTY feat.Mummy-D（RHYMESTER）
作詞：michico・Mummy-D、作曲：T.Kura・michico、編曲：T.Kura
  - バンダイナムコエンターテインメント『太鼓の達人 あつめて★ともだち大作戦!』CMソング[3]
2. PREMIUM TEQUILA [3:30]
作詞・作曲：チャック・リオ、編曲：NAKKID、アディショナルアレンジ：Shigeru Kajita、ブラスアレンジ：竹上良成
3. DREAMERS' PARADISE（Instrumental）

DVD
1. DREAMERS' PARADISE（Music Video）
2. DREAMERS' PARADISE（Making Video）
3. BEAUTIFUL NAME feat. 今市隆二 from 三代目 J Soul Brothers（世界スカウトジャンボリー Live Video）

### 「CD」盤
1. DREAMERS' PARADISE
2. PREMIUM TEQUILA
3. DREAMERS' PARADISE（Instrumental）

### ワンコイン盤
1. DREAMERS' PARADISE